# Arctia jeuneti
Arctia jeuneti är en fjärilsart som beskrevs av Charles Oberthür 1912. Arctia jeuneti ingår i släktet Arctia och familjen björnspinnare. Inga underarter finns listade i Catalogue of Life.